# Bisdom Verden
Het bisdom Verden (Latijn: Dioecesis Verdensis) was een bisdom in het huidige Nedersaksen. Het werd rond het jaar 800 gesticht in de stad Verden als onderdeel van de Saksenmissie van Karel de Grote. Het hoorde bij de kerkprovincie Mainz. De meeste bisschoppen waren aanvankelijk monniken van de Abdij van Corvey. Daar waren ook een tiental Ierse missionarissen bij, zoals de heilige Erlupus en Tanco.
Bij het einde van de tiende eeuw verwierf de bisschop ook een klein wereldlijk gebied. Na de Reformatie in 1648 werd dat verder het vorstendom Verden, waarbij het bisdom Verden afgeschaft werd. De laatste bisschop van Verden, Franz Wilhelm von Wartenburg, was tevens bisschop van Minden en van Osnabrück. Door de Vrede van Westfalen(1648), waarvoor von Wartenburg mee had onderhandeld, werden 2 van zijn bisdommen afgeschaft: Verden en Minden.
Kerkelijk ging het gebied later bij het bisdom Hildesheim horen.